# Жарски окръг
Жарски окръг (на полски: Powiat żarski) е окръг в Западна Полша, Любушко войводство. Заема площ от 1392,78 км2. Административен център е град Жари.

## География
Окръгът се намира в историческата област Лужица. Разположен е югозападната част на войводството.

## Население
Населението на окръга възлиза на 99 762 души (2012 г.). Гъстотата е 72 души/км2.

## Административно деление
Административно окръгът е разделен на 10 общини.
Градски общини:
- Жари
- Ленкница

Градско-селски общини:
- Община Любско
- Община Яшен

Селски общини:
- Община Броди
- Община Жари
- Община Липинки Лужицке
- Община Пшевоз
- Община Тшебел
- Община Туплице

## Фотогалерия
- Ленкница
- Жари
- Яшен
- Любско